# This Christmas
This Christmas (Um Natal Especial, em português) é um filme estadunidense de drama publicado em 2007 dirigido por Preston A. Whitmore II.
Escrito, produzido e dirigido por Preston A. Whitmore II, é uma história de Natal centrada na família Whitfield, cujo filho mais velho voltou para casa pela primeira vez em quatro anos. O nome do filme é uma homenagem à música de Donny Hathaway de 1970 de mesmo nome, que Chris Brown faz um cover no filme. A família Whitfield supera muitas provações e obstáculos durante a temporada de Natal.

## Elenco
- Loretta Devine como Shirley Ann “Ma'Dere” Whitfield
- Delroy Lindo como Joe Black, namorado de Shirley
- Idris Elba como Quentin Whitfield Jr., filho mais velho de Shirley
- Regina King como Lisa Whitfield-Moore, a filha mais velha de Shirley
- Sharon Leal como Kelli Whitfield, filha do meio de Shirley
- Columbus Short como Claude Whitfield, filho do meio de Shirley
- Lauren London como Melanie Whitfield, a filha mais nova de Shirley
- Chris Brown como Michael “Baby” Whitfield, o filho mais novo de Shirley
- Laz Alonso como Malcolm Moore, marido de Lisa
- Jessica Stroup como Sandi Whitfield, esposa de Claude
- Keith Robinson como Devan Brooks, namorado de Melanie
- Mekhi Phifer como Gerald
- Lupe Ontiveros como Rosie
- David Banner como Mo
- Ricky Harris como primo Fred Whitfield
- Ronnie Warner como Cara
- Ambrosia Kelley como Tori Moore, filha de Lisa e Malcolm
- Javion Francis como Keshon Moore, filho de Lisa e Malcolm
- Amy Hunter como Karen